# Pałac w Siestrzechowicach
Pałac w Siestrzechowicach – zabytkowy pałac z 1592 roku w Siestrzechowicach w województwie opolskim, w powiecie nyskim, w gminie Nysa. 
Do wojewódzkiego rejestru zabytków wpisany jest: pałac, nr rej.: 177/55 z 5.10.1955 (wypis z księgi rejestru), park, nr rej.: 86/83 z 1.10.1983.

## Historia
W dniu 17 sierpnia 1592 roku biskup Andreas Jerin ofiarował Siestrzechowice swojemu siostrzeńcowi, także Andrzejowi – sędziemu biskupiemu, ożenionemu z Barbarą Meczker. Siostrzeniec biskupa polecił zbudować pałac, który wzniesiono w latach 1592–1594. Pałac o wymiarach 33 x 37 metrów był założony pierwotnie na planie litery U ze ścianą kurtynową od południa. Pałac był otoczony fortyfikacjami bastionowymi, w związku z czym można go zaliczyć do typu Palazzo in Fortezza. Fortyfikacje miały wymiary 60 x 90 metrów i składały się z czterech narożnych bastionów i wałów otoczonych fosą. W 1609 roku przebudowano część wnętrz na parterze adaptując je na kaplicę św Udalryka. 
W 1730 roku Jerinowie sprzedali dobra z pałacem, które kupił Jan Krzysztof Strachwitz, który przekazał je biskupowi Franciszkowi Ludwikowi von Pfalz-Neuburg, który przekazał pałac zarządowi szpitala biskupiego w Nysie. Po 1730 roku zbudowano od północny dwukondygnacyjną wieżę nad wjazdem, a od południa do muru kurtynowego dobudowano nowe skrzydło barokowe. W 2. połowie XIX wieku w skrzydle zachodnim uruchomiono gorzelnię, w związku z czym dobudowano też do elewacji niski budynek użytkowy. Na dziedzińcu w miejsce renesansowych wprowadzono krużganki neogotyckie. Szpital biskupi w Nysie był właścicielem dóbr z pałacem do 1945 roku. 
W 1945 roku pałac przejął PGR i przeznaczył go na mieszkania. W 1963 roku zawaliła się wieża nad wejściem. W 1972 roku wykonano inwentaryzację pałacu. Do lat 70. XX wieku w kaplicy odprawiano msze święte, ale w związku z coraz większym niszczeniem pałacu ołtarz z kaplicy, przeniesiono do kaplicy św. Jacka w Kamieniu Śląskim. W latach 1987-1988 z funduszy Wojewódzkiego Konserwatora Zabytków w Opolu wykonano wg projektu inż. Stanisława Wojdona duże prace zabezpieczające w postaci wymiany więźby dachu i położenie nowego pokrycia z blachy miedzianej, odtworzenia sklepień kolebkowych z lunetami na piętrze skrzydła zachodniego, odsłonięcie stropów renesansowych, rozbiórki budynków gorzelni, wymiany drewnianych krużganków na nowe. W 1997 roku pałac przekazano braciom Markowi i Zbigniewowi Paprockim z Prudnika jako rekompensatę za utracone mienie zabużańskie, jednak remont przerósł ich możliwości, w związku z tym porzucili pałac. W związku z brakiem zabezpieczenia 5 mieszkańców Siestrzechowic ukradło miedziany dach, za co w 2001 roku ponieśli odpowiedzialność karną. W związku z brakiem dachu obiekt niszczał zalewany przez opady deszczu. Od 2005 roku pałac został własnością Artura Brzozowskiego mieszkającego na stałe w Australii. W 2010 roku założono nowy tymczasowy dach i przeprowadzono badania architektoniczne pod kierunkiem prof. Andrzeja Legendziewicza. W 2016 roku pałac został wystawiony na sprzedaż. Obecnie pałac nie jest pilnowany i ponownie niszczeje.

## Architektura
Pałac zbudowano na niewielkim sztucznie usypanym wzniesieniu, na rzucie zbliżonym do prostokąta. Składał się początkowo z trzech skrzydeł zamkniętych murem od południa. Po północnej stronie pałacu widoczne są zarysy dwóch bastionów obronnych z końca XVI lub początku XVII wieku. Na dziedzińcu znajduje się neogotycki krużganek z XIX wieku z arkadami w formie łuku Tudorów. W głównej elewacji umieszczono półkoliście zakończony boniowany portal w stylu renesansowym Nad portalem znajdują się herby: Andreasa Jeriny, siostrzeńca biskupa (lewy); bpa Andreasa Jeriny (środkowy) i żony siostrzeńca Barbary Meczker (prawy). Od strony dziedzińca znajduje się barokowy herb biskupa wrocławskiego Franciszka Ludwika von Pfalz-Neuburg. 
Po wejściu do pałacu wchodzi się do sieni, na prawo od której wejście prowadzi do dawnej kaplicy św. Udalryka, który był świętym związanych z rodzinnymi stronami pierwszych właścicieli pałacu, Jerinów. Na sklepieniach kaplicy zamkowej św. Uldaryka znajdują się freski 79 herbów; wśród nich herb biskupa wrocławskiego Andreasa von Jerin, księcia Karola Austriackiego oraz dwóch nieznanych biskupów. Na sklepieniu w ośmiu rzędach oraz w dwóch na ścianie południowej wymalowano kartusze szlachty będącej w służbie biskupiej. Freski zostały ukończone w 1609 r. o czym świadczy data nad wejściem. 

## Stan obecny
Pałac z przyległym parkiem, pomimo nadzoru konserwatorskiego, obecnie są bardzo zaniedbane i postępuje ich dewastacja. Dach pałacu jest uszkodzony, przez co woda dostaje się do środka budynku powodując jego zawilgocenie i stanowi zagrożenie dla fresków znajdujących się w dawnej kaplicy pałacowej.

## Galeria

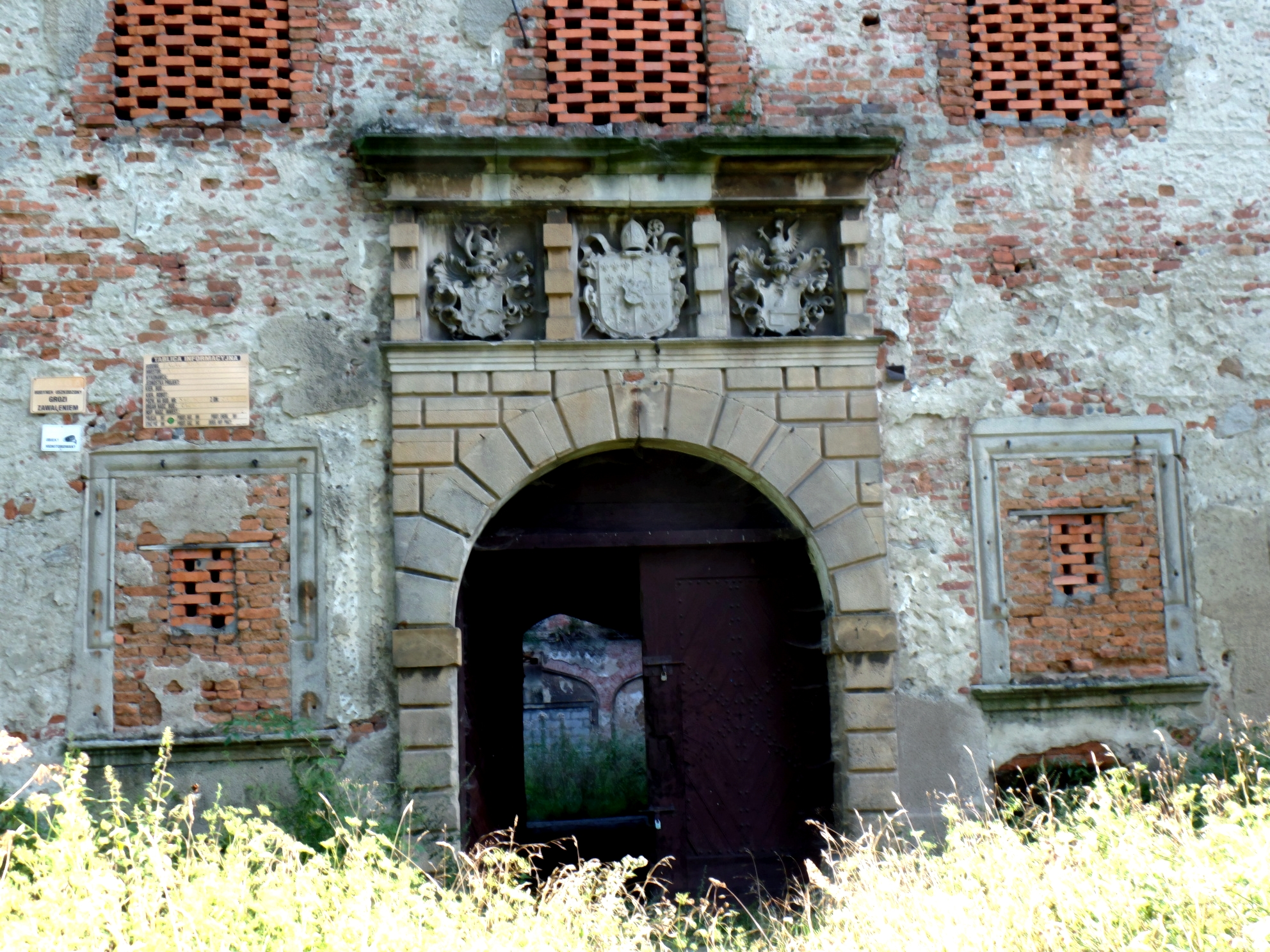
Portal wejścia głównego od strony północnej
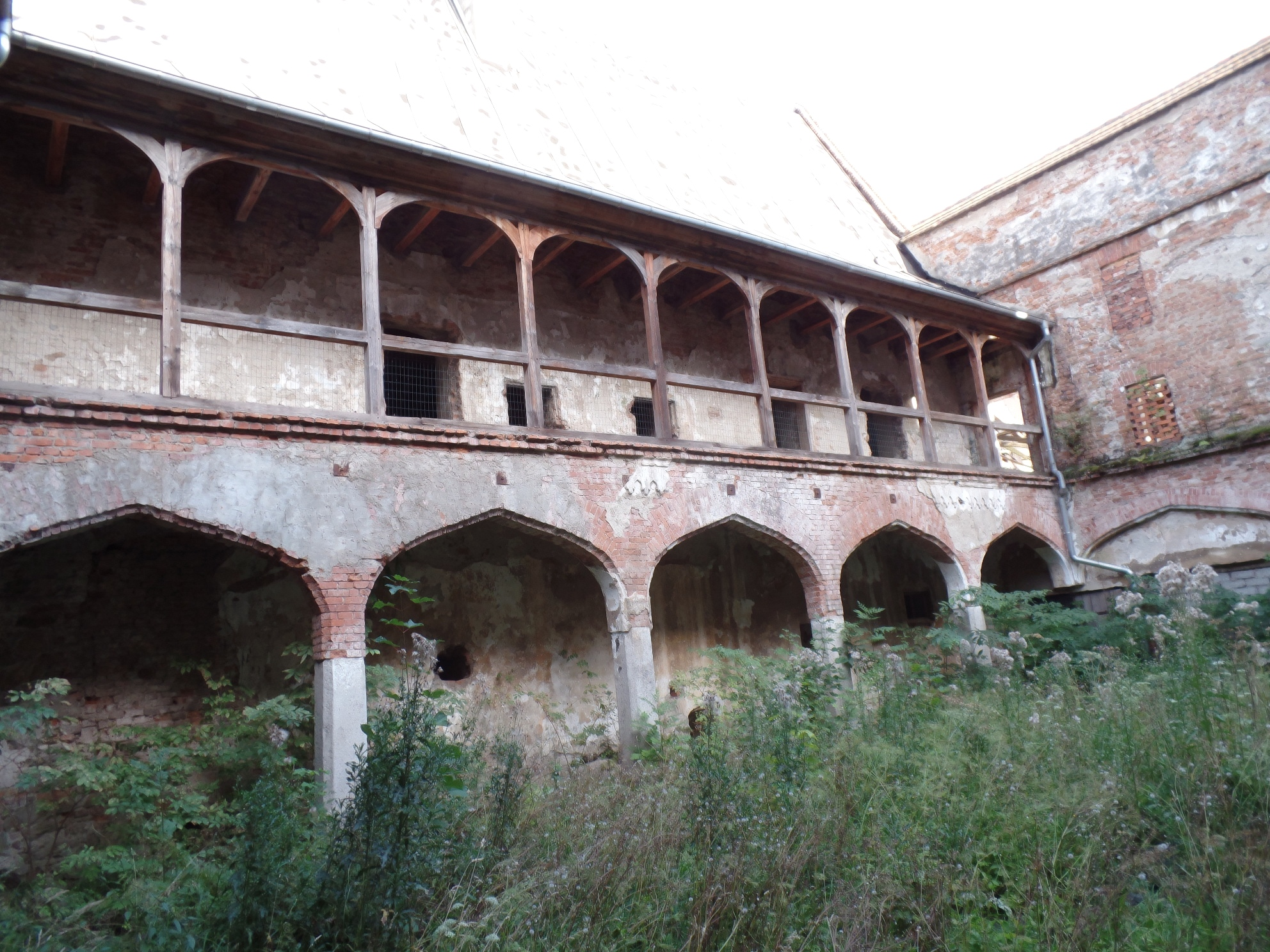
Dziedziniec z krużgankiem
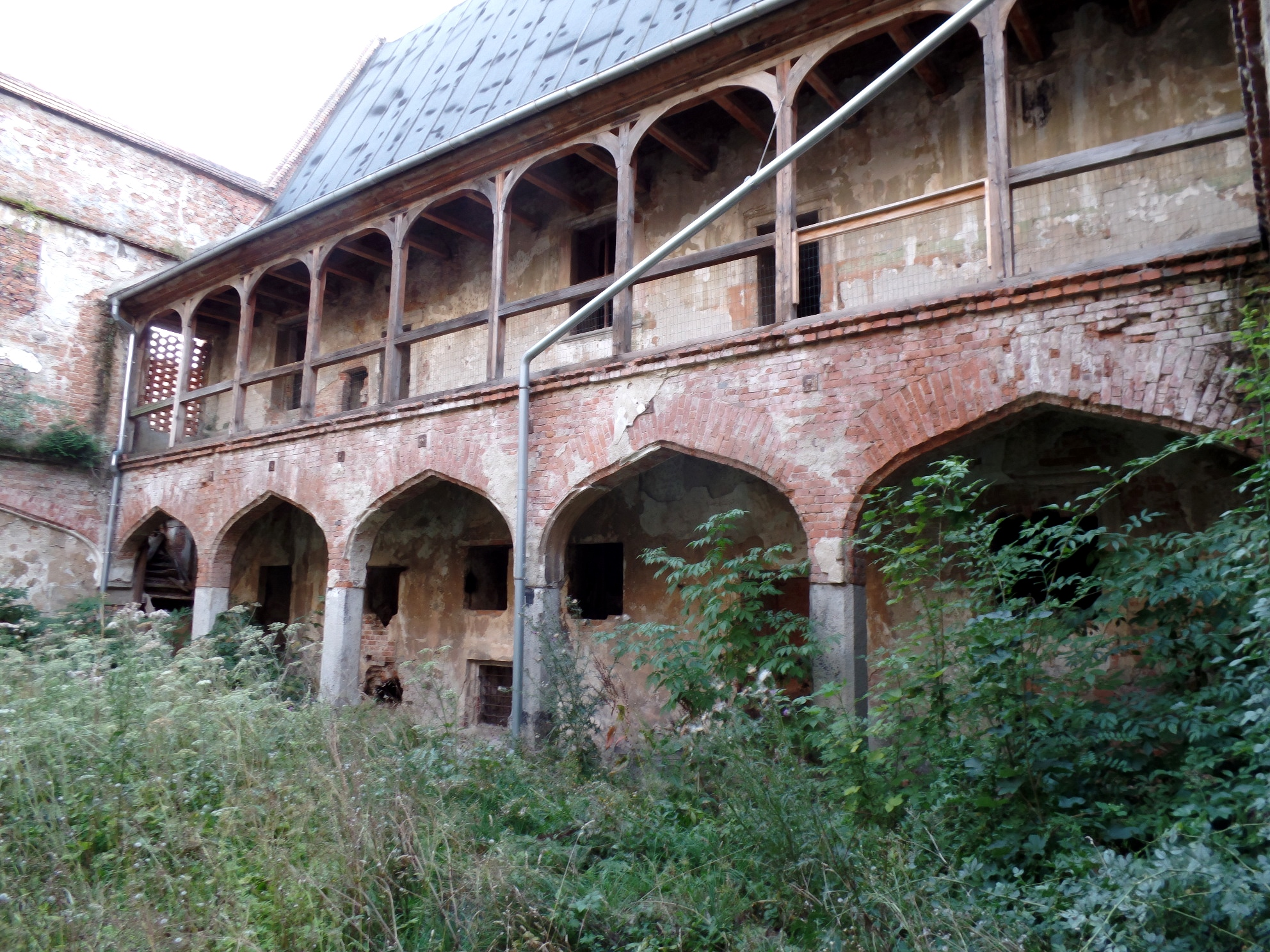
Krużganek na dziedzińcu
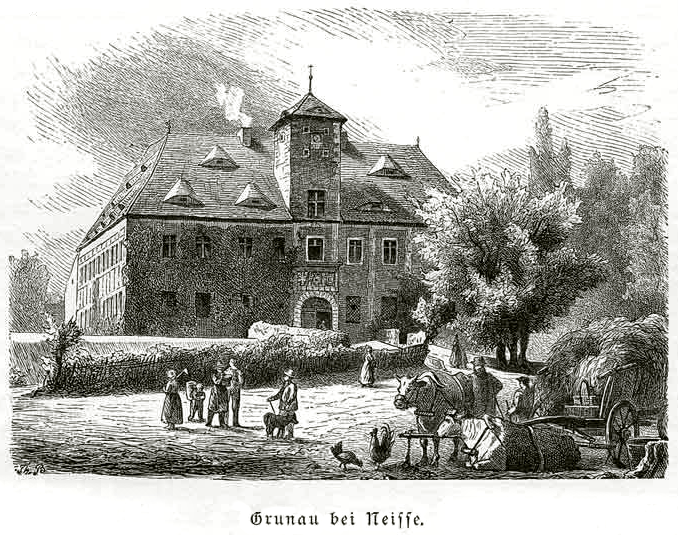
Widok od północnego wschodu w 1867 roku
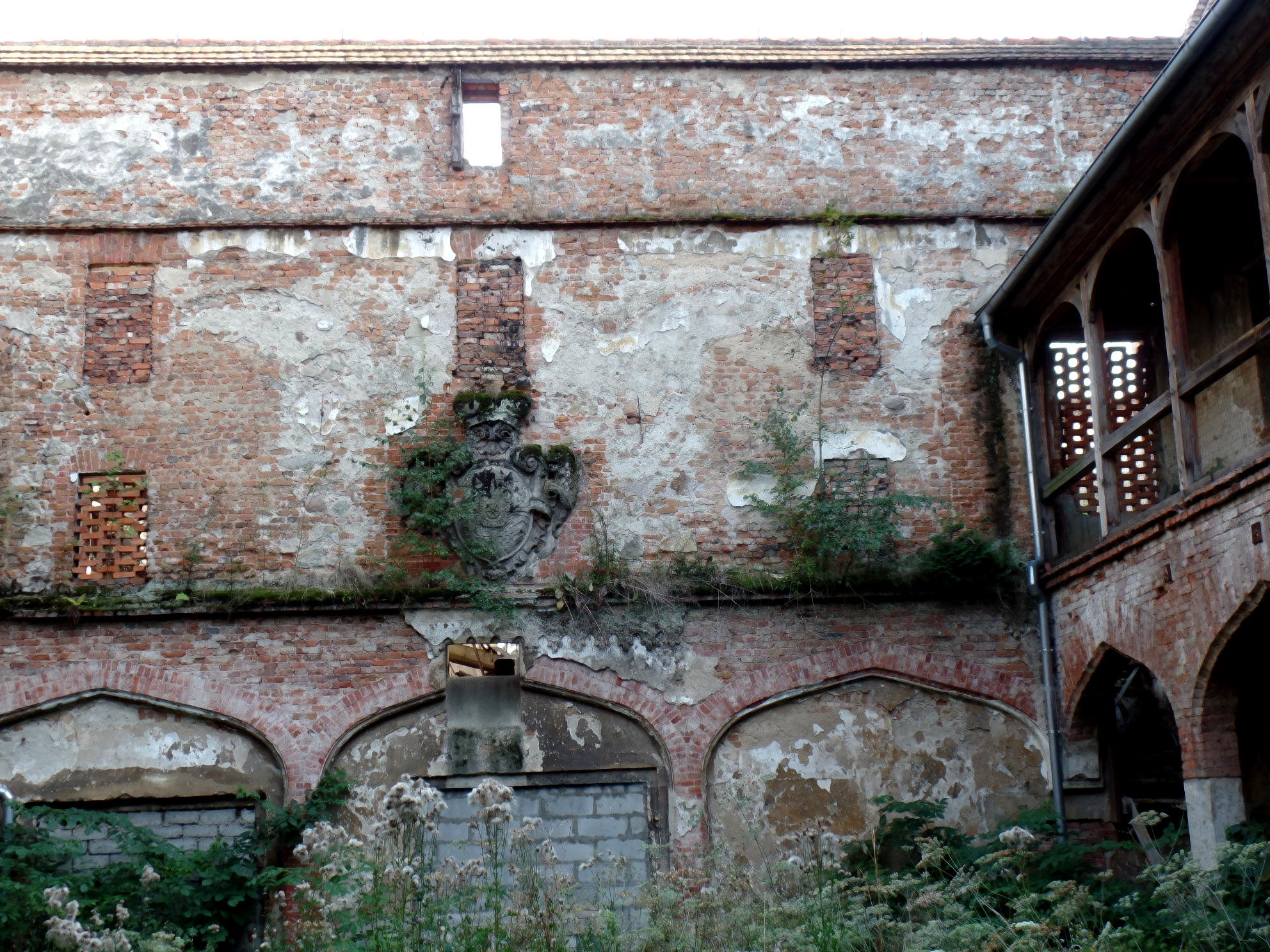
Dziedziniec z herbem biskupa wrocławskiego Franciszka Ludwika von Pfalz-Neuburg
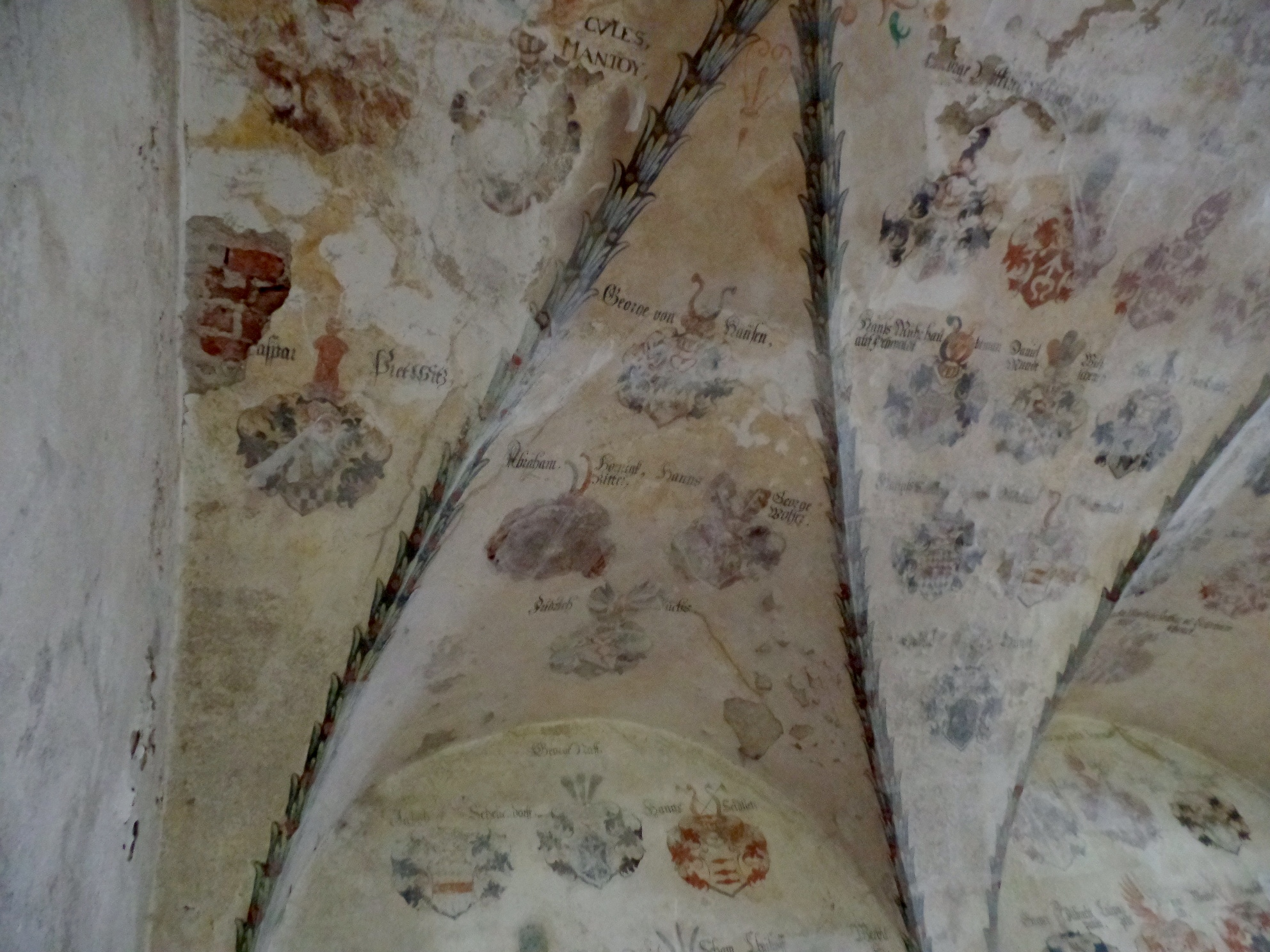
Kaplica - Freski z herbami
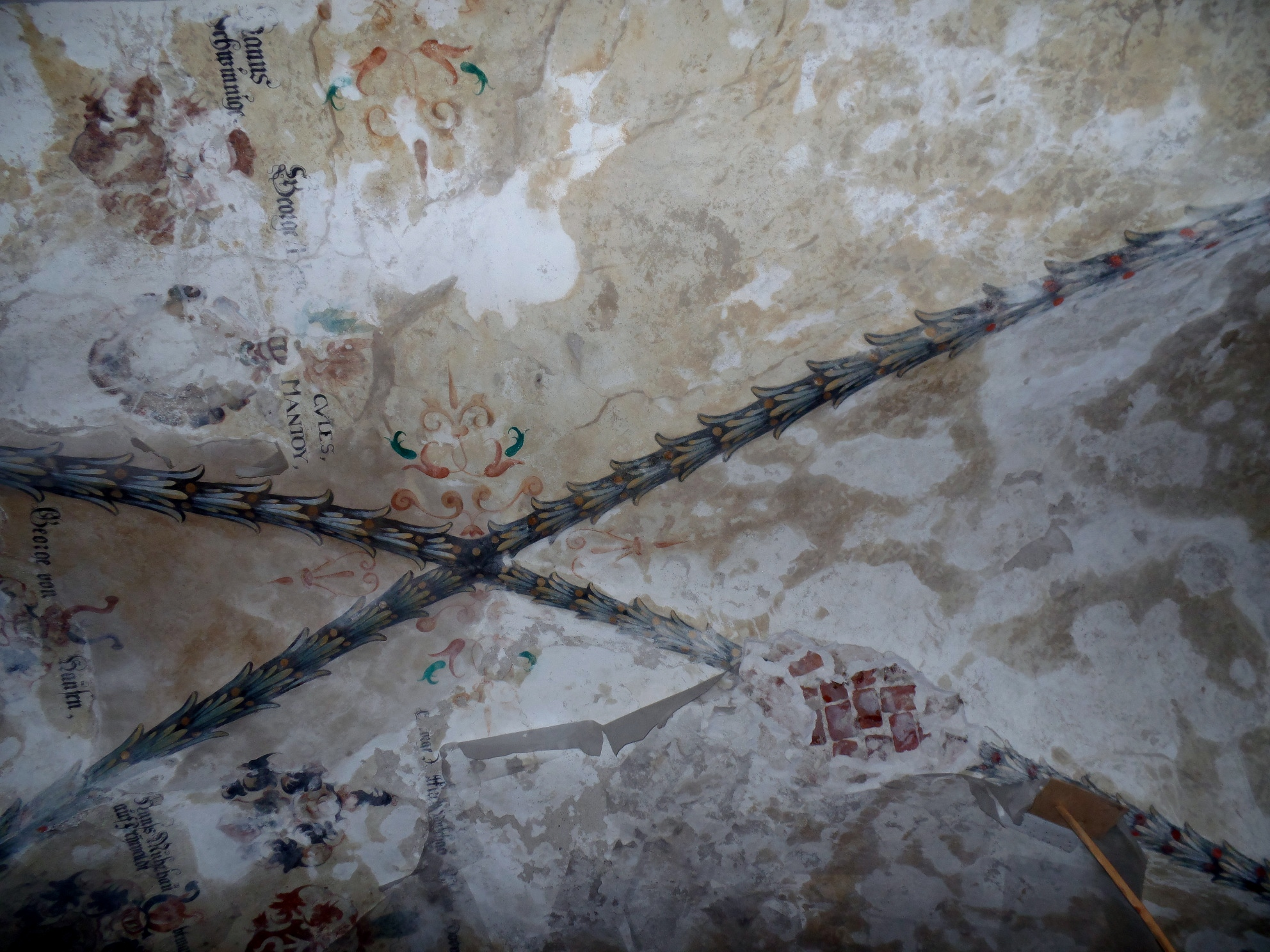
Kaplica - Herby na sklepieniach
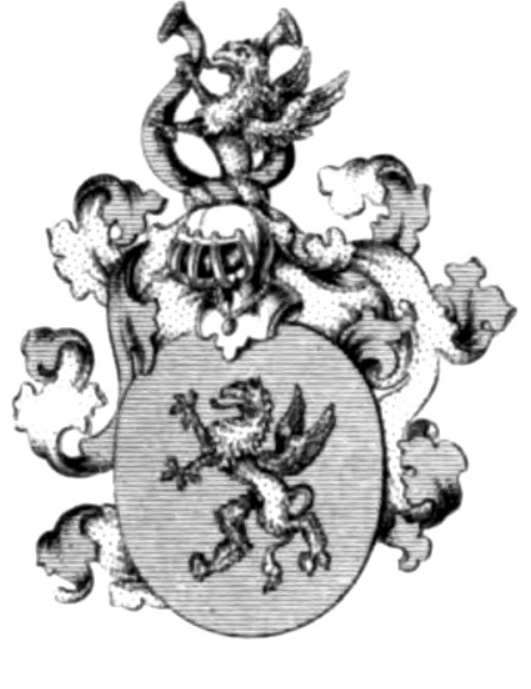
Herb von Jerin
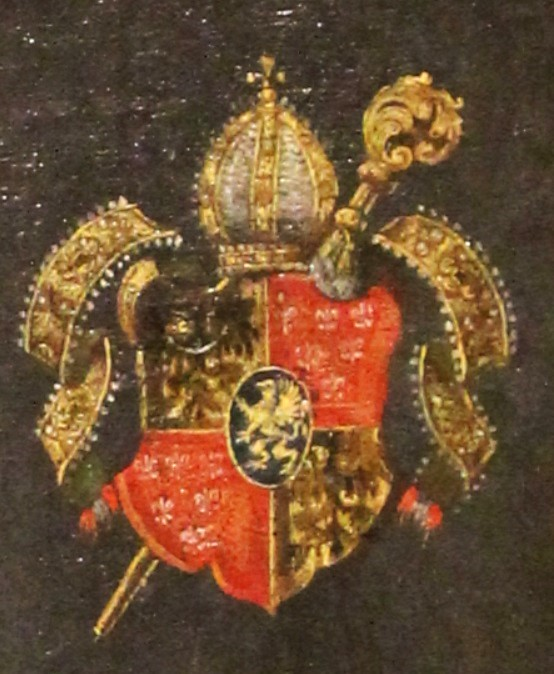
Herb bpa A. Jeriny
Herb Barbary Metzger